# Thăng tiến

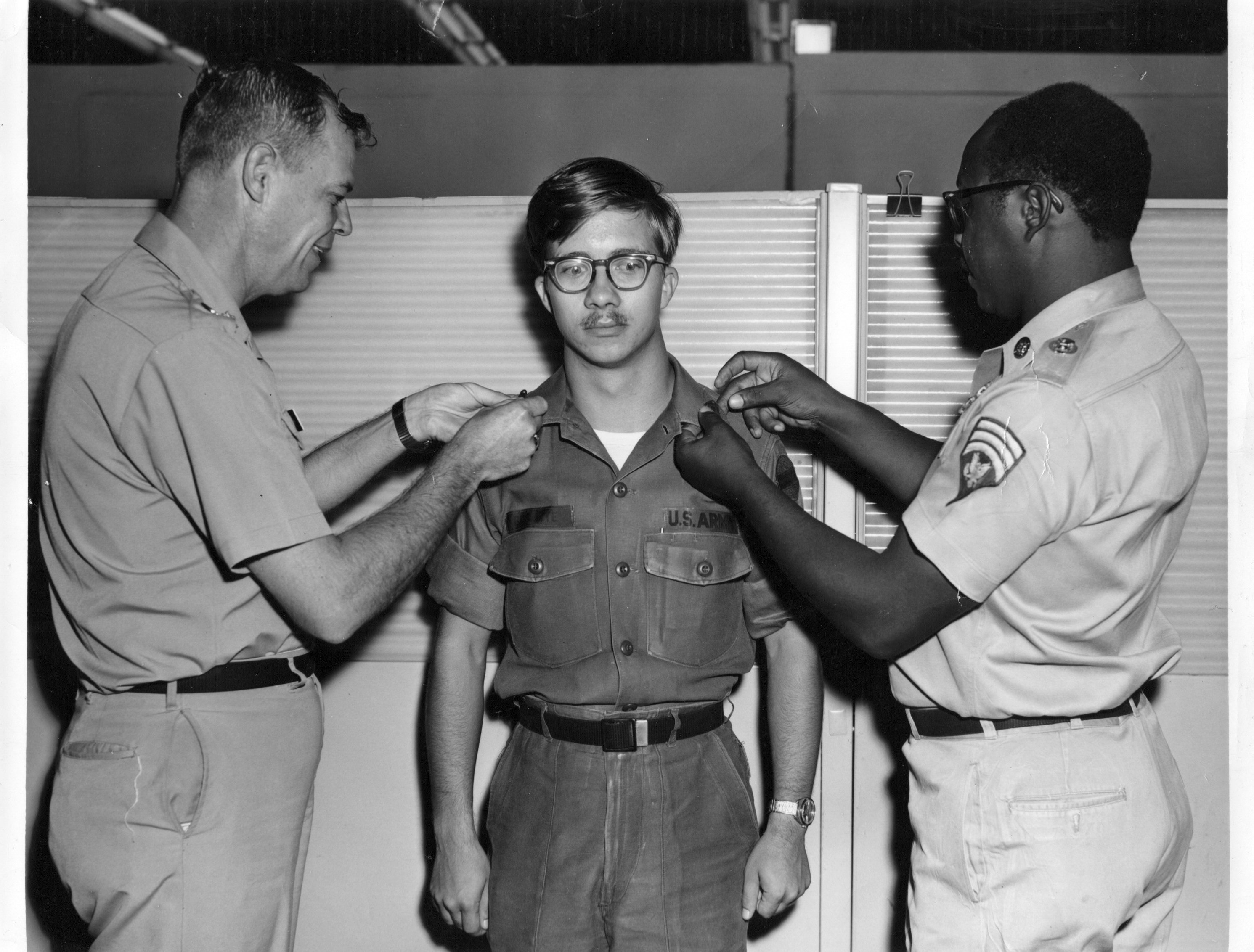
Thăng tiến trong quân đội: Lục quân Hoa Kỳ, thăng chức tòng quân năm 1972

Thăng tiến (Promotion) là sự tăng bậc trong hệ thống thứ hạng hoặc vị trí, chức vụ của một nhân sự trong hệ thống cấp bậc (Hierarchy) của một đơn vị, tổ chức. Trong tiếng Anh, thăng tiến được gọi là Promotion, theo cách hiểu của rất nhiều người, thăng tiến trong công việc có nghĩa là sau một thời gian làm việc, tích lũy kinh nghiệm, người lao động được tăng lương hoặc được phân công vào vị trí làm việc cao hơn. Việc thăng chức có thể là phần thưởng dành cho một nhân sự khi họ làm việc xuất sắc, chẵng hạn như được đánh giá tích cực. Trước khi một cơ quan tiến hành thăng bậc cho một nhân viên lên một vị trí cụ thể thì họ phải đảm bảo rằng người này có khả năng đảm nhận thêm các trách nhiệm mới thông qua việc thẩm tra xét duyệt bằng các bài phỏng vấn và kiểm tra cũng như đưa họ ra tập dượt hoặc lấy thêm kinh nghiệm. Quá trình thăng tiến có thể bao gồm cả việc tăng lên về mặt bổ nhiệm, tiền lương và phúc lợi, và ở một số tổ chức thì dạng hoạt động này có thể chuyển đổi một thỏa thuận tuyệt vời. Đối lập với thăng tiến được gọi là giáng cấp hoặc giáng chức (Demotion). Thăng tiến gắn với yếu tố thành công và sự nghiệp.